# 7,62 × 45 mm Vz 52
Pour les articles homonymes, voir 7,62.
La cartouche militaire 7,62 × 45 mm Vz 52 produit entre 1952 et 1957 fut en service en Tchécoslovaquie et en Égypte avant son remplacement par la 7,62 mm Vz 57.

## Dimensions
| Source                                            | Case length         | Overall (loaded) length | Bullet weight | Loaded weight |
| ------------------------------------------------- | ------------------- | ----------------------- | ------------- | ------------- |
| Cartridges of the World                           | 44.958 mm (1.77 in) | 59.94 mm (2.36 in)      | -             | -             |
| Cartridge Corner                                  | 44.958 mm (1.77 in) | 57.40 mm (2.26 in)      | -             | -             |
| Handloader's Manual of Cartridge Conversions      | 44.80 mm (1.764 in) | 62.23 mm (2.45 in)      | -             | -             |
| 40 let konstruktérem zbraní 1946-1986             | 45 mm (1.772 in)    | 60 mm (2.362 in)        | 8.5 g         | 18.9 g        |
| Československé automatické zbraně a jejich tvůrci | 44.9 mm (1.768 in)  | 60 mm (2.362 in)        | 8.5 g         | 18.9 g        |